# Sense and Sensibility (película)
Sense and Sensibility (en España, Sentido y sensibilidad; en Hispanoamérica, Sensatez y sentimientos) es una película de 1995 basada en la novela homónima, de Jane Austen.
La película se hizo a partir de guion de la actriz principal: Emma Thompson, y fue dirigida por Ang Lee.

## Sinopsis
Elinor, Marianne y Margaret Dashwood, son tres hermanas del segundo matrimonio del señor Dashwood. Cuando este muere, deja toda la herencia al hijo de su primer matrimonio. Las Dashwood, se quedan un corto tiempo en la que era su casa, donde conocen a Edward Ferrars, cuñado de su hermanastro y de quien Elinor se enamora. Cuando se trasladan a una casa en el campo, Marianne se enamora de John Willoughby, que vive cerca de su nueva casa. Durante su estancia allí ella aprenderá a madurar acerca de los conceptos del amor.

## Sobre el proyecto

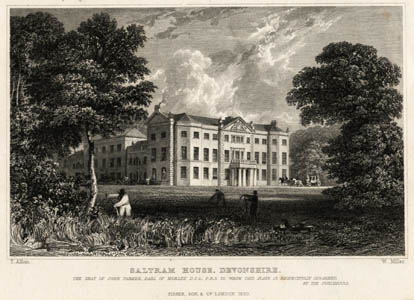
Imagen de 1832, aproximadamente, de Saltram House,
que es una de las localidades de rodaje

Basada en la novela homónima de Jane Austen, Sense and Sensibility es el producto de dos determinaciones: la de la productora Lindsay Doran y Emma Thompson enamoradas del original literario. Esta última se encargó de escribir el guion, llegando a redactar varios borradores, uno de ellos elaborado en la Toscana durante el rodaje de Mucho ruido y pocas nueces (1993). El proyecto salió adelante cuando Sydney Pollack decidió apoyarlo, planteando preguntas pertinentes a la guionista, entre ellas ¿Por qué estas mujeres no salen a buscar empleo?... Buscaron así mismo la complicidad de Ang Lee, sabiendo que la novela de Austen encajaba en la temática del realizador: relaciones familiares basadas en la hipocresía, la mediocridad de entornos sociales viciados...
Cuando se estrenó la película, los críticos le brindaron su apoyo. Al poco tiempo cosechaba el Globo de Oro a la mejor película dramática y al mejor guion así como el Oso de Oro en el Festival de Berlín (1996). Emma Thompson recibió su segundo Oscar -esta vez en calidad de guionista- de manos de Sir Anthony Hopkins.

## Argumento
Cuando el Sr. Dashwood muere, su esposa y sus tres hijas - Elinor, Marianne y Margaret - heredan una pensión de tan solo 500 libras al año. El grueso de su patrimonio, la mansión Norland Park, es legado a su hijo John, fruto de un matrimonio anterior. 
John y su avariciosa esposa Fanny se instalan de inmediato en la propiedad y ella invita a su hermano Edward Ferrars a pasar unos días con ellos. A Fanny comienza a incomodarle la amistad que poco a poco surge entre Elinor y Edward, pues ella está convencida de que su hermano puede aspirar a algo mejor y hará cuanto esté en su mano para evitar que esa amistad prospere y se convierta en una relación romántica.
Sir John Middleton, primo de la viuda Sra. Dashwood, les ofrece su pequeño cottage o casa de campo en su propiedad, Barton Park en Devonshire. Ella y sus hijas se trasladan hacia allí y se convierten en invitadas frecuentes de Barton Park. Las Dashwood conocen allí al Coronel Brandon, un hombre mayor  amigo íntimo de Sir John, el cual se enamora de la joven Marianne a primera vista.
Pronto aparece un nuevo rival para el Coronel Brandon cuando las hermanas Marianne y Margaret, en un accidentado paseo por las colinas en mitad de la lluvia, conocen al joven John Willoughby, quien acude al rescate de Marianne tras haberse torcido el tobillo. Marianne queda instantáneamente prendada de su joven salvador y se enamora de él. El sentimiento parece recíproco pero, en la mañana en la que ella espera que Willoughby le pida matrimonio, el joven les informa de que debe acudir a Londres urgentemente. Más adelante, las Dashwood se enteran del motivo por el cual el joven se marcha tan precipitadamente. Una pupila del Coronel Brandon, Beth, hija ilegítima de su antigua amante Eliza, queda embarazada de Willoughby y es abandonada por él. La tía de Willoughby, Lady Allen, al enterarse de la conducta de su sobrino, lo deshereda dejándolo arruinado.
La suegra de Sir John, la Sra. Jennings, invita a su hija y a su yerno, el Sr. y la Sra. Palmer, para que les visiten. También invitan a la desvalida Lucy Steele a que les acompañe, quien de inmediato muestra un gran interés en entablar amistad con Elinor Dashwood. En una conversación reservada, Lucy confiesa a Elinor que Edward Ferrars y ella llevan 5 años secretamente comprometidos, lo cual entierra cualquier esperanza de Elinor de unirse a Edward. 
La Sra. Jennings invita a Lucy, Elinor y Marianne a su casa de Londres. Allí acuden a un gran baile en el que acaban coincidiendo con John Willoughby, quien actúa de forma fría y distante al saludarlas, en especial a Marianne. De inmediato, Elinor y Marianne se enteran allí mismo de que él está comprometido con una joven adinerada llamada Miss Grey. Marianne queda desconsolada, perdiendo el sentido por unos momentos. 
Pronto se descubre también el compromiso de Lucy y Edward pero la madre de él exige que se rompa de inmediato. Edward, queriéndose mantener fiel a su honorable promesa, se niega y su madre le retira todos los privilegios, transfiriéndoselos a su hermano Robert.
De camino de regreso a Devonshire, Elinor y Marianne hacen una parada en la propiedad de los Palmer, quienes viven muy cerca de Willoughby. Marianne no puede contener su impulso de ir a ver la casa de Willloughy y recorre un largo camino bajo una torrencial lluvia para hacerlo. El Coronel Brandon acude a su búsqueda y la trae de vuelta a la casa muy debilitada. Marianne cae gravemente enferma y es cuidada noche y día por su hermana Elinor hasta que finalmente se recupera y las hermanas regresan a casa. 
Marianne va recuperando sus fuerzas poco a poco con ayuda del Coronel Brandon, quien pasa mucho tiempo con ella leyendo y conversando.
Poco tiempo después, se enteran de que Lucy Steele es ahora la Sra. Ferrars y entienden que es consecuencia de su matrimonio con Edward Ferrars. Sin embargo, poco después, Edward las visita y les explica que la Srta. Steele se casó de forma inesperada con su hermano Robert Ferrars, quedando Edward libre de su compromiso.
Edward le propone matrimonio a Elinor y se convierte en pastor de la parroquia, mientras que Marianne se casa con el Coronel Brandon.

## Reparto
- Emma Thompson: Elinor Dashwood
- Kate Winslet: Marianne Dashwood
- Hugh Grant: Edward Ferrars

Vestido de Emma Thompson
en la película

- Alan Rickman: Col. Christopher Brandon
- Greg Wise: John Willoughby
- Gemma Jones: la Sra. Dashwood
- Robert Hardy: Sir John Middleton
- James Fleet: John Dashwood
- Harriet Walter: Fanny Ferrars Dashwood
- Imelda Staunton: Charlotte Jennings Palmer
- Imogen Stubbs: Lucy Steele
- Hugh Laurie: el Sr. Palmer
- Emilie François: Margaret Dashwood
- Elizabeth Spriggs: la Sra. Jennings
- Richard Lumsden: Robert Ferrars
- Lone Vidahl: la Señorita Grey
- Tom Wilkinson: el Sr. Dashwood

## Comentario
Si bien Sense and Sensibility gozó de cierto prestigio, una parte de la crítica disintió, acusando al filme de recurrir a trucos bastantes enfáticos (por ejemplo, planos de excrementos de caballo que ponen de relieve la mediocridad del ambiente, la caracterización de uno de los personajes más negativos de negro; un travelling que recoge la confesión que lleva a cabo una arribista precisamente a este último), así como una querencia a un tipo de humor a veces no muy refinado.
Entre las virtudes que le reconocen incluso los detractores del filme se puede contar el empleo de una banda sonora sostenida en dos temas asociados a las personalidades de sus dos protagonistas (uno sereno acorde a la actitud de Elinor y otro apasionado destinado a Mariane) así como el acierto de elegir el caballo como signo visual que marca la evolución de Mariane y por ende la de todo el relato, por no mencionar una panorámica que sintetiza el proceso de maduración de esta última en la recta final del largometraje.
Los admiradores de Sense and Sensibility aducen en su defensa el retrato crítico de una sociedad cerrada sobre sí misma, clasista y llena de contradicciones internas donde abunda el cotilleo y el desprecio hacia el prójimo, así como una atmósfera distendida. Es una película que muestra cómo una ley, "sexista" e injusta, hace que los derechos del hombre predominen ante los derechos de la mujer. El guion de esta película ganó un Oscar.

## Curiosidades
- En la película, coincidieron seis actores que tuvieron papel en las películas de Harry Potter:

Emma Thompson como Elinor Dashwood; Sybil Trelawney.

Alan Rickman, Coronel Brandon; Severus Snape.

Gemma Jones, la señora Dashwood, Madam Pomfrey.

Robert Hardy, Sir John Middleton, Cornelius Fudge.

Elizabeth Spriggs, la señora Jennings, The Fat Lady.

Imelda Staunton, Charlotte Palmer, Dolores Umbridge.
- También han coincidido en la película Love Actually Alan Rickman, Emma Thompson y Hugh Grant.
- El papel del grosero e impertinente señor Palmer, siempre ofensivo con su mujer y con quien le dirige la palabra, fue interpretado por el actor que encarna al popular doctor House televisivo: Hugh Laurie; además, actuaron como pareja en la película Los amigos de Peter, en la que también actuó Emma Thompson.